# جان ساهاک
ساهاک جامگوچیان ( انگلیسی: Sahag Jamgotchian؛ شناخته‌شده با نام جان ساهاک انگلیسی: John Sahag؛ ۲ ژانویهٔ ۱۹۵۲ – ۱۵ ژوئن ۲۰۰۵) یک آرایشگر به‌نام ارمنی‌تبار اهل ایالات متحده آمریکا در منهتن بود که برای آرایش مو دمی مور در فیلم روح (فیلم ۱۹۹۰) شناخته می‌شود.

## زندگی‌نامه
وی در ۲ ژانویهٔ ۱۹۵۲ در بیروت به دنیا آمد و در ۱۵ ژوئن ۲۰۰۵ در سن ۵۳ سالگی در برانکس در اثر بیماری سرطان درگذشت.

## فیلم‌شناسی
- چشمان لورا مارس